# Martin Ferrié
Martin Ferrié, né le 18 janvier 1998 à Brou-sur-Chantereine en France, est un coureur de roller de vitesse.
Il est marié à Marine Lefeuvre, championne également de roller.

## Roller de vitesse
- Championnats du monde 2021
  -  Médaille d'or 15 000 m sur route
  -  Médaille d'or marathon sur route
  -  Médaille d'argent 3 000 m par équipe sur piste
  -  Médaille de bronze 10 000 m à points sur piste
- Jeux mondiaux de 2022
  -  Médaille d'argent 10 000 m à points sur piste
  -  Médaille d'argent 15 000 m sur route
- Championnats du monde 2022
  -  Médaille d'or 10 000 m à points sur piste
  -  Médaille d'or 10 000 m élimination sur piste
- Championnats du monde 2023
  -  Médaille d'argent 10 000 m à points sur piste
  -  Médaille d'argent 15 000 m élimination sur route
  -  Médaille de bronze 10 000 m élimination sur piste
  -  Médaille de bronze 3 000 m par équipe sur piste